# Riu Sesa
Sesa és un riu de l'Índia a Assam, districte de Lakhimpur.
Neix en unes maresmes prop del poble de Bajaltali, i corre en direcció sud-oest fins a arribar al Buri Dihing en el que desaigua poc abans de la seva unió amb el Brahmaputra. És navegable per petits bots durant l'època de pluges.